# Puerta dorada de Kiev
La puerta dorada de Kiev (en ucraniano, Золоті ворота, Zoloti vorota) fue levantada durante el reinado de Yaroslav el Sabio, Gran Príncipe de la Rus de Kiev a mediados del siglo XI. Su nombre es el mismo de la famosa puerta de las murallas de Constantinopla, expresando la ambición de Yaroslav de igualarse con el poderoso Imperio Bizantino.
En 1240, Batú Kan la destruyó parcialmente durante la invasión de los mongoles. Aún en los siglos XVI y XVII, se utilizó como vía de acceso ceremonial, no obstante su mal estado. En el siglo XVIII, sería cubierta con tierra, siendo redescubiertas sus ruinas en 1832.
Ya en el siglo XX, y en 1982, con motivo del 1500.º aniversario de la ciudad, se procedió a una completa reconstrucción de la edificación, pese a la falta de documentación que pudiera informar de la apariencia original del monumento. Se sitúa junto a un pabellón, construido en los años 1970 del siglo pasado, que aloja un museo sobre la historia de la puerta y de la ciudad.